# البيضة (قصة قصيرة)
البيضة (بالإنجليزية: The Egg) هي قصة قصيرة للكاتب الأمريكي آندي وير وقد تم نشرها على موقعه في 15 أغسطس 2009. وتعتبر القصة الأكثر شعبية للكاتب حيث ترجمها القراء إلى أكثر من 30 لغة. القصة تتبع رجل غير مسمى يبلغ من العمر 48 عامًا يكتشف "معنى الحياة" بعد وفاته.

## الملخص
تدور قصته حول الشخصية الرئيسية وهو «أنت» (في ضمير المتكلم الثاني) والله الذي هو «أنا» (بصيغة المتكلم) حيث أنت رجلاً يبلغ من العمر 48 عامًا يموت في حادث سيارة حينها تقابل الراوي للقصة والذي يقول إنك قد تم تجسيدك مرات عديدة من قبل، وأنك بعد ذلك سوف تتجسد من جديد كفتاة فلاحية صينية في عام 540 م. ثم يوضح الله أنك، في الواقع، تتجسد باستمرار عبر الزمن والمكان، وأن كل البشر الذين عاشوا وسيحيون أبدًا هم تجسيد لك, وهنا لقد لاحظت أنك أنت هو أبراهام لنكولن، وأدولف هتلر، ويسوع، فيضيف الله أنك أنت كنت ذات مرة جون ويلكس بوث، وكل ضحية من ضحايا الهولوكوست وكل شخص تبع يسوع. يوضح الله أنه في الواقع توجد كائنات أخرى شبيهة بالله في مكان آخر، وأنك أيضًا ستصبح يومًا ما إلهًا. لقد خُلق الكون بأكمله ليكون بمثابة بيضة للشخصية الرئيسية (البشرية جمعاء)، وبمجرد أن تعيش كل حياة بشرية على الإطلاق، ستولد كإله. كان السبب وراء خلق الله للكون هو أن تفهم الشخصية الرئيسية، أنت، هذه النقطة: «في كل مرة ضحيت فيها شخصًا ما… كنت تضحي نفسك. كل فعل لطيف فعلته، فعلته لنفسك. كل لحظة سعيدة وحزينة مر بها أي إنسان كان, ستختبرها انت.»

## اقتباسات
هناك العديد من الأفلام القصيرة المقتبسة من القصة. كما قامت Kurzgesagt بتحويل القصة إلى فيديو انيميشن على اليوتيوب.

## وصلات خارجية
- البيضة (النص كامل باللغة العربية)
- البيضة - قصة قصيرة على يوتيوب من قبل كورتز غيزاغت